# IG-11
IG-11 es un personaje de la franquicia Star Wars que aparece la serie de Disney+ The Mandalorian.  Un droide cazarrecompensas extremadamente mortal y eficiente, IG-11 inicialmente intenta capturar y matar a un alienígena conocido como el Niño, pero es detenido y destruido por otro cazarrecompensas conocido como el Mandaloriano. IG-11 luego es reparado por el alienígena ugnaught Kuiil y reprogramado como enfermero y protector del Niño y aliado del Mandaloriano. Tras la destrucción de IG-11, sus restos se reconstruyen como IG-12, un exoesqueleto pilotable al ser controlado por el Niño, luego tras una mayor destrucción, es reconstruido de nuevo, esta vez con un circuito de memoria reciclado, para servir como alguacil municipal de Nevarro.
La voz de IG-11 es interpretada por Taika Waititi, a quien el creador de The Mandalorian, Jon Favreau, le ofreció el papel en función de su trabajo mutuo en las películas del Marvel Cinematic Universe (MCU). Waititi dijo que trató de crear una voz que careciera de emoción humana pero que mantuviera cierta apariencia de humanidad y describió su actuación como un cruce entre Siri y HAL 9000. IG-11 se basa y se parece mucho a otro cazarrecompensas de Star Wars llamado IG-88 creado por George Lucas, tanto que los fanáticos y los periodistas inicialmente confundieron a IG-11 con el otro droide cuando el personaje se presentó por primera vez.
Aunque capaz de una gran destrucción, IG-11 ocasionalmente también proporciona momentos cómicos en The Mandalorian  y Waititi sintió que el personaje tenía una inocencia e ingenuidad infantil. Su transformación de cazarrecompensas a protector generó debates sobre la naturaleza frente a la crianza y la sensibilidad de los droides en el universo de Star Wars. IG-11 ha sido recibido positivamente por los revisores y ha sido descrito como un favorito de los fanáticos, y algunos lo llaman uno de los mejores droides de la franquicia. Waititi fue nominado a un premio Primetime Emmy a la mejor interpretación de voz en off de un personaje, lo que la convierte en su primera nominación al Emmy y el primer nominado de la categoría para una serie de acción en vivo.

## Concepto y creación
IG-11 se parece mucho a un personaje droide cazarrecompensas de un modelo similar en la franquicia de Star Wars llamado IG-88, que hizo una breve aparición durante una escena en El imperio contraataca (1980) como uno de varios cazarrecompensas con los que Darth Vader satisface.IG-88 permanece en un lugar durante la escena y no se mueve, por lo que IG-11 marcó la primera vez que se vio este tipo de droide moviéndose y en acción en una producción de acción real. El productor ejecutivo de The Mandalorian, Dave Filoni, dijo sobre IG-88: "La gente olvida en Empire, ni siquiera lo ves caminar o dar un paso: el accesorio en realidad estaba atornillado al piso. Así que solo darle pies (IG-11) fue algo nuevo y original".El creador de The Mandalorian, Jon Favreau, reveló por primera vez a IG-11 en la Navidad de 2018, a través de una foto en la red social Instagram del personaje parado frente a una pantalla verde , sin identificarlo por su nombre.El personaje luego apareció de manera destacada en carteles, comerciales y otros materiales promocionales antes del lanzamiento de The Mandalorian.
IG-11 se convirtió inmediatamente en un personaje muy esperado entre los fanáticos familiarizados con IG-88,y muchos fanáticos y periodistas confundieron el personaje con el IG-88 real debido a su parecido. En un artículo de Entertainment Weekly que se publicó el 14 de abril de 2019, Favreau aclaró que el personaje no era IG-88, sino un personaje completamente nuevo llamado IG-11.Filoni dijo que en lugar de simplemente reutilizar IG-88, prefería establecer un nuevo personaje sin una historia de fondo definida y contribuir con algo nuevo al universo de Star Wars. Filoni señaló que IG-88 ya tenía un historial de personajes bien establecido en el universo expandido de Star Wars, que se extiende a novelas, cómics, videojuegos y otros medios, aunque la mayoría de sus historias ya no se consideraban canon oficial tras la compra de la franquicia por parte de Disney. Filoni también citó el éxito de Ahsoka Tano, un nuevo personaje presentado en la serie de televisión Star Wars: The Clone Wars y luego presentado en el programa Star Wars Rebels, como una validación adicional para la introducción de un nuevo personaje. en IG-11 en lugar de reutilizar uno antiguo.

## Representación
IG-11 fue expresado por el actor y director Taika Waititi.Favreau le ofreció el papel, habiéndose familiarizado con Waititi a través de su trabajo mutuo en películas en el Marvel Cinematic Universe;Favreau dirigió Iron Man (2008) y Iron Man 2 (2010), fue productor ejecutivo de Iron Man 3 y las cuatro películas de los Vengadores, e interpretó a Happy Hogan en varias películas de Marvel, mientras que Waititi dirigió a Thor: Ragnarok (2017) e interpretó a Korg en dos películas de Marvel. Favreau quedó impresionado por la creatividad y la energía de Waititi y lo describió como "una potencia en este momento, creativamente". También quedó impresionado por la experiencia y las habilidades cómicas de Waititi, así como por su pasión por la franquicia de Star Wars: "Aporta su estilo de humor, pero también era un fanático. Para mí, eso era la línea de fondo." El casting fue anunciado por primera vez por Favreau el 21 de marzo de 2019, cuando publicó una foto en Instagram de Waititi grabando un diálogo para el personaje. Waititi también dirigió el final de la primera temporada, que incluyó la aparición final de IG-11 en la serie.
Waititi dijo que fue un desafío idear la voz para IG-11 porque tenía que carecer de emoción y personalidad humanas y, al mismo tiempo, mantener cierta apariencia de humanidad, lo que describió como un equilibrio sutil y complicado. Describió la voz en algún lugar entre las de Siri, el asistente virtual de los productos de Apple Inc., y HAL 9000, el personaje de inteligencia artificial de 2001: A Space Odyssey (1968).Waititi dijo que sentía que IG-11 tenía un "arco increíble", cambiando y evolucionando a medida que avanzaba la serie.

## Caracterización

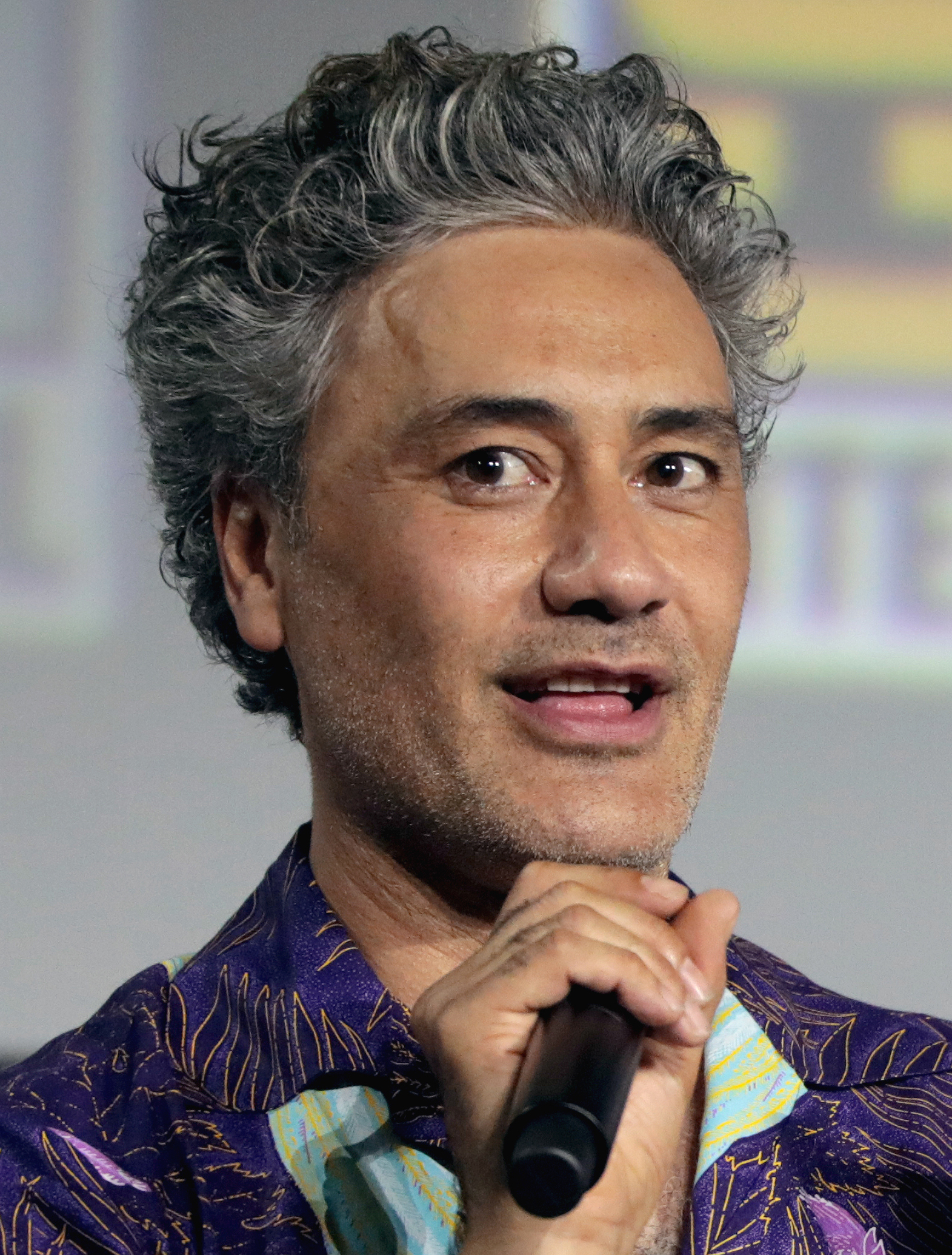
Taika Waititi en la Comic-Con en San Diego, California.

IG-11 tiene un cuerpo delgado hecho de un sustrato blindado, lo que lo hace duradero y capaz de resistir asaltos repetidos.Es un luchador excelente y eficiente y un tirador extremadamente preciso, capaz de eliminar a muchos enemigos incluso cuando está en inferioridad numérica. Taika Waititi, el actor que interpreta su voz, comparó a IG-11 con Terminator, el androide asesino de la franquicia de medios del mismo nombre.IG-11 también es muy rápido, como lo ilustra su habilidad para alcanzar rápidamente a pie a los dos Imperial Scout Troopers que secuestran al Niño, a pesar de que iban en motos deslizadoras. Cuando se presentó por primera vez en The MandalorianIG-11 es un asesino despiadado, dispuesto a aniquilar a sus víctimas, y tiene un propósito único de recolectar sus recompensas. Una vez reprogramado por Kuiil, IG-11 todavía es capaz de una gran destrucción, pero sus instintos ahora son de servidumbre y protección del niño en lugar de matar. Se mantiene directo, estoico y fiel al libro, pero su personalidad se vuelve obediente y respetuosa, con IG-11 sirviendo comidas y té a los personajes como una criada. Sin embargo, muestra el mismo nivel de determinación que tenía como cazarrecompensas cuando está aprendiendo, o reaprendiendo, todo lo que sigue a su reprogramación. IG-11 no entiende de sarcasmos ni sabe mentir. Waititi lo describió con una inocencia e ingenuidad infantiles, diciendo: "Es como un niño con una pistola". IG-11 es a menudo un personaje cómico, con su personalidad directa y su entrega de líneas monótonas que proporcionan lo que Kofi Outlaw de Comicbook.com llamó "humor de droide excéntrico único". Waititi creía que IG-11 se convirtió en "un personaje muy adorable" a medida que avanzaba la temporada. Armaan Babu de Media Entertainment Arts WorldWide sugirió que existe un vínculo particular entre IG-11 y Kuiil porque comparten historias similares: "Tanto IG-11 como Kuiil tienen pasados violentos que fueron vendidos y forzados contra su voluntad.

## Apariciones

### The Mandalorian
IG-11 estuvo en tres episodios en la primera temporada de The Mandalorian, haciendo su primera aparición en el episodio de estreno de la serie "Capítulo 1: The Mandalorian", que se emitió por primera vez el 12 de noviembre de 2019. Es un droide asesino de la serie IG , un modelo peligroso que en gran parte ha sido ilegalizado. En su primera aparición, IG-11 es miembro del Gremio de Cazarrecompensas, e intenta capturar a un ser vivo no identificado, que también está siendo buscado por un compañero cazarrecompensas conocido como el Mandaloriano, el protagonista del programa. El Mandaloriano desconfía de todos los droides debido al hecho de que los droides de combate atacaron su planeta natal y mataron a sus padres durante las Guerras Clon cuando él era un niño. Esto crea tensión entre él y IG-11. Tanto el Mandaloriano como IG-11 rastrean al ser hasta un complejo en el planeta Arvala-7, custodiado por una gran cantidad de mercenarios de la especie alienígena Nikto. Mientras Mandalorian está explorando el complejo desde lejos, IG-11 simplemente se acerca y exige que se lo entreguen, lo que resulta en un gran tiroteo, al que finalmente se une The Mandalorian. Los dos acuerdan formar un equipo y dividir la recompensa. Eventualmente eliminan a los mercenarios y se abren paso disparando hacia el complejo, donde descubren el activo, un extraterrestre de la misma especie que Yoda conocido como "el Niño". IG-11 intenta matarlo, pero el Mandaloriano dispara a IG-11 en la cabeza y lo destruye para proteger al Niño.
IG-11 regresa en el penúltimo episodio de la temporada "Capítulo 7: El ajuste de cuentas", en el que el alienígena ugnaught Kuiil, un aliado del mandaloriano que vive en Arvala-7, repara IG-11 y reprograma él para ser un droide enfermero. Después de que Kuiil le enseña a IG-11 a caminar de nuevo, el droide adopta una personalidad más dócil que antes, sirve comidas y té a los invitados y ayuda a Kuiil a alimentar a sus criaturas borrosas domesticadas. Kuiil estableció la función básica del droide como "cuidar y proteger". Cuando el Mandaloriano y su aliada Cara Dune visitan a Kuiil en busca de ayuda con una misión en el planeta Nevarro, se sorprenden al encontrar a IG-11 con vida e inicialmente le apuntan con sus armas, hasta que Kuiil les asegura que no les hará daño. Kuiil e IG-11 acompañan al Mandaloriano y Cara a Nevarro para ayudar a proteger al Niño durante la misión. La nueva programación de IG-11 significa que ya no quiere matar al Niño y, en cambio, está comprometido a protegerlo, aunque el Mandaloriano todavía no confía en el droide.
IG-11 apareció a continuación en el final de la primera temporada, "Capítulo 8: Redención". Al comienzo del episodio, después de que los Scout Troopers Imperiales hayan matado a Kuiil y secuestrado al Niño, IG-11 alcanza a los soldados fuera de un pueblo cercano, los incapacita y recupera al niño. El droide luego roba una de sus motos deslizadoras y cabalga hacia la ciudad, donde encuentra al Mandaloriano, a Cara y al cazarrecompensas Greef Karga rodeados de soldados de asalto liderados por un hombre llamado Moff Gideon. IG-11 acude en su ayuda, matando a varios soldados de asalto mientras protege al Niño y ayuda al grupo a retirarse a un búnker. El Mandaloriano está gravemente herido y, aún desconfiando de los droides, asume que IG-11 lo va a matar, pero en cambio el droide lo cura con el uso de bacta. IG-11 se quita el casco para tratar las heridas graves que sufrió, marcando la primera vez en la serie que se muestra el rostro del Mandaloriano; inicialmente se opone porque su cultura requiere que ningún ser vivo lo vea sin su casco, a lo que IG-11 responde: "No soy un ser vivo". El intercambio finalmente le gana a IG-11 la confianza del Mandaloriano.
Más tarde, después de que IG-11 ayuda al grupo a escapar del búnker hacia el sistema de alcantarillado, se encuentran con una armera mandaloriana en los túneles, que les proporciona una ruta de escape a bordo de una barcaza flotante controlada por un droide en un río de lava. A medida que la barcaza se acerca a la salida del túnel, los escaneos del Mandaloriano revelan que una gran cantidad de soldados de asalto de Moff Gideon se esconden en la puerta del túnel en una emboscada. IG-11 concluye que no había ningún escenario en el que el Niño pudiera salvarse y que IG-11 sobreviviera, por lo que decidió sacrificarse. Le pidió al Mandaloriano que le asegurara que el Niño estaría a salvo bajo su cuidado, lo que le permitiría pasar por defecto a su comando secundario para poder autodestruirse. The Mandalorian se niega al principio, insistiendo en que todavía necesitan IG-11, pero finalmente acepta de mala gana. Está entristecido por la pérdida de IG-11, a lo que el droide responde: "No hay nada por lo que estar triste. Nunca he estado vivo". IG-11 luego camina a través del río de lava, lo que hace que comience a derretirse, pero antes de hacerlo llega al escuadrón de soldados de asalto y se detona en medio de ellos, matándolos a todos en una explosión y asegurando la seguridad y pasaje para los demás.
The Mandalorian y Greef Karga intentan revivir los restos de IG-11 en el "Capítulo 17: El Apóstata", el primero busca un droide en el que confía para explorar Mandalore. Tienen éxito, sin embargo, vuelve a su programación anterior, intentando asesinar al Niño (ahora conocido como Grogu) y obligando a Karga a destruirlo. The Mandalorian se entera de Anzellans que necesitaría un nuevo núcleo de memoria para repararlo por completo, una búsqueda que finalmente abandona en el "Capítulo 18: Las minas de Mandalore" a favor de usar a R5-D4 para explorar Mandalore. Por los eventos del "Capítulo 23: Los espías", los Anzellans utilizan los restos de IG-11 para construir IG-12, un exoesqueleto pilotable que será controlado por Grogu. En el "Capítulo 24: El regreso", Grogu opera IG-12 que usa para rescatar a Djarin y enfrentarse a los tres guardias que Gideon solicitó a sus compañeros señores de la guerra. IG-12 fue cortado por ellos. Tras la muerte de Gideon, Grogu ve una cabeza similar a IG-11 como parte de los trofeos en un bar que frecuenta Carson Teva.Con la ayuda de Teva, Djarin pudo arreglar IG-11 para ser reparado con las partes adecuadas del droide cuando se convierta en el nuevo mariscal de Nevarro.

## Recepción
IG-11 ha sido recibido positivamente por críticos y fanáticos por igual. Tras el lanzamiento del final de temporada, una gran cantidad de fanáticos recurrieron a las redes sociales como Twitter para discutir y expresar su aprecio por el personaje, y algunos lo llamaron el mejor droide de la franquicia de Star Wars. Gina Carbone de CinemaBlend llamó a IG-11 un "favorito de los fanáticos", elogiando particularmente su escena final "increíble" en el final.Charles Ridgely de Comicbook.com llamó a IG-11 "uno de los personajes más queridos en la historia reciente de Star Wars", así como "el verdadero MVP" del final de temporada y posiblemente de toda la serie. Escribió: "Si nunca antes te has emocionado con un droide, IG-11 sin duda hará que suceda".  Algunos fanáticos en Twitter dijeron que el sacrificio deIG-11 fue más poderoso que una escena en Star Wars: The Rise of Skywalker en la que C-3PO se pone en peligro de manera similar para ayudar a sus amigos.Umberto Gonzalez de TheWrap describió al personaje como un ladrón de escenas.
Screen Rant colocó a IG-11 sexto en la lista de los personajes más interesantes de la primera temporada de The Mandalorian, y cuarto en una lista separada de los mejores personajes presentados por el programa.También ocupó el sexto lugar en una lista de CinemaBlend de los droides más icónicos de la franquicia Star Wars.